# Thomas Gatzemeier

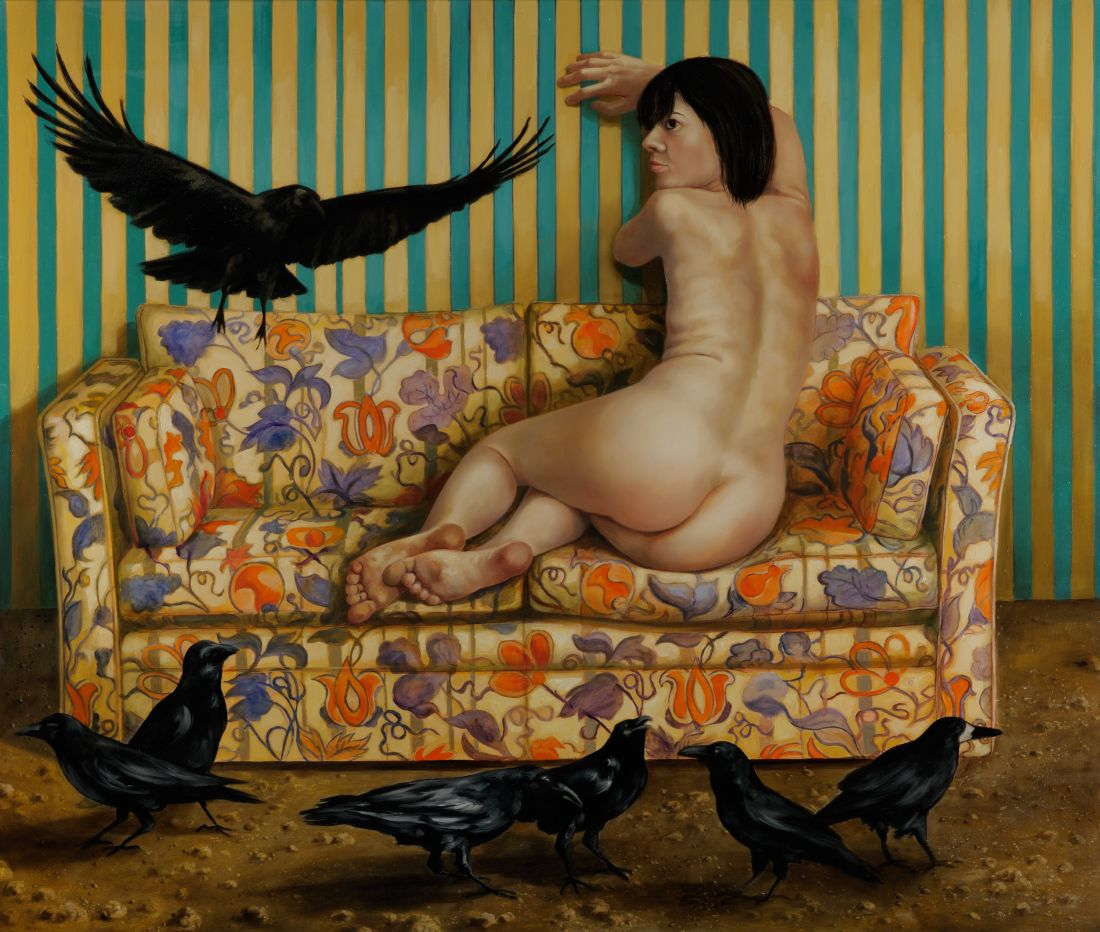
Les Oiseaux, 2008

Thomas Gatzemeier (né le 21 décembre 1954 à Döbeln) est un peintre, sculpteur et écrivain allemand.

## Biographie
En 1971, il fait au lycée polytechnique de Döbeln un apprentissage d'affichiste. Il fait son service militaire au sein de la Nationale Volksarmee puis est réformé pour des raisons de santé. Après un bref temps comme assistant d'un tailleur de pierre, il commence en 1975 à étudier la peinture et le dessin à Hochschule für Grafik und Buchkunst Leipzig, où il a comme professeurs Arno Rink et Volker Stelzmann (de). Comme œuvre pour son diplôme des beaux-arts, il peint un tableau de grande taille représentant un enterrement qu'il intitule Die Hitler kommen und gehen (avec Staline). De 1980 à 1986, Gatzemeier habite à Döbeln et accepte les contrats du gouvernement.
Après que son frère et la femme de celui-ci ont été emprisonnés en 1984 pour des raisons politiques, il demande une autorisation de sortir mais reçoit une interdiction d'exposer. En 1986, il quitte la RDA, s'installe à Karlsruhe comme artiste indépendant. En 2006, il crée un autre atelier à Leipzig.
En 1987, il présente sa première exposition à Karlsruhe. Il est par la suite suivi par d'autres galeries et associations.
En 1989, il crée avec le peintre Paul-Uwe Dietsch le projet "In Spirit of Rubens" à l'Art Cologne.
En 1992 et 1993, il travaille sur le projet de sculptures "17 Plastiken". Ce projet a pour sujet la violence au sens général et s'inspire des meurtres racistes qui viennent d'avoir lieu en Allemagne. Il est présenté dans le palais du Reichstag en 1994.
En 2002, Gatzemeier obtient une commande pour une fresque de 60 m2 pour l'église Sainte-Marie de Crailsheim.
De 1983 à 2010, Gatzemeier écrit un roman, Der Sekretär, suivi en 2012 par Morgen, morgen wird alles zum guten Ende kommen.

## Œuvre
Thomas Gatzemeier est profondément marqué par sa formation à la Hochschule für Grafik und Buchkunst Leipzig qui était resté dans la tradition académique et se concentrait sur la figure humaine. Peu après, ses tableaux vont vers l'art abstrait, les figures humaines se fondent jusqu'à se confondre avec le fond. Aujourd'hui, la figure humaine bénéficie d'un dessin clair, bien académique.